# دانيال هنت جيلمان
دانيال هنت جيلمان (بالإنجليزية: Daniel Hunt Gilman)‏ هو محامي أمريكي، ولد في 8 فبراير 1845 في ليفانت في الولايات المتحدة، وتوفي في 27 أبريل 1913 في باسادينا في الولايات المتحدة.